# Vyšehořovice
Vyšehořovice (dříve Vyšerovice, německy Wischerowitz) jsou obec v okrese Praha-východ ve Středočeském kraji. Leží při potoce Výmola. Rozkládá se 25 kilometrů východně od Prahy a pět kilometrů jižně od Čelákovic. Žije zde 689 obyvatel. Jihovýchodně od obce se nachází přírodní památka U skal.

## Historie
První písemná zmínka o obci pochází z roku 1178, tedy z doby posledního roku vlády českého knížete Soběslava II., jenž ještě stihl darovat vyšehradské kapitule zdejší popluží, které dříve patřilo jinak blíže neznámému Vratišovi.
Z následujícího 13. století se sice žádné zmínky nedochovaly, ale dle románských a gotických prvků dodnes patrných na zachovalém presbytáři původního kamenného kostela sv. Martina se lze domnívat, že někdy v této době byl tento kostel vystavěn.[zdroj?] Stalo se tak pravděpodobně přičiněním právě vyšehradské kapituly, která zde ve středověku držela patronátní právo, tj. právo jmenovat faráře.
Poměrně nebývale velké množství písemných pramenů se v souvislosti obcí začíná objevovat hned od století čtrnáctého. Z počátku se vážou k nejstarším doloženým majitelům zdejší tvrze, rodu vladyků z Vyšehořovic, kteří ve svém erbu nosili dubovou větev. Prvním známým členem tohoto rodu byl Havel z Vyšehořovic. Jeho syn Budislav působil v tehdy velmi vážené funkci veřejného notáře a byl rovněž klerik při svatovítské kapitule. Svou církevní kariéru dotáhl až na kaplana prvního pražského arcibiskupa Arnošta z Pardubic.
Kromě tvrze a kostela se dochovala v obci ještě jedna středověká stavba – je jí goticko-renesanční zvonice.

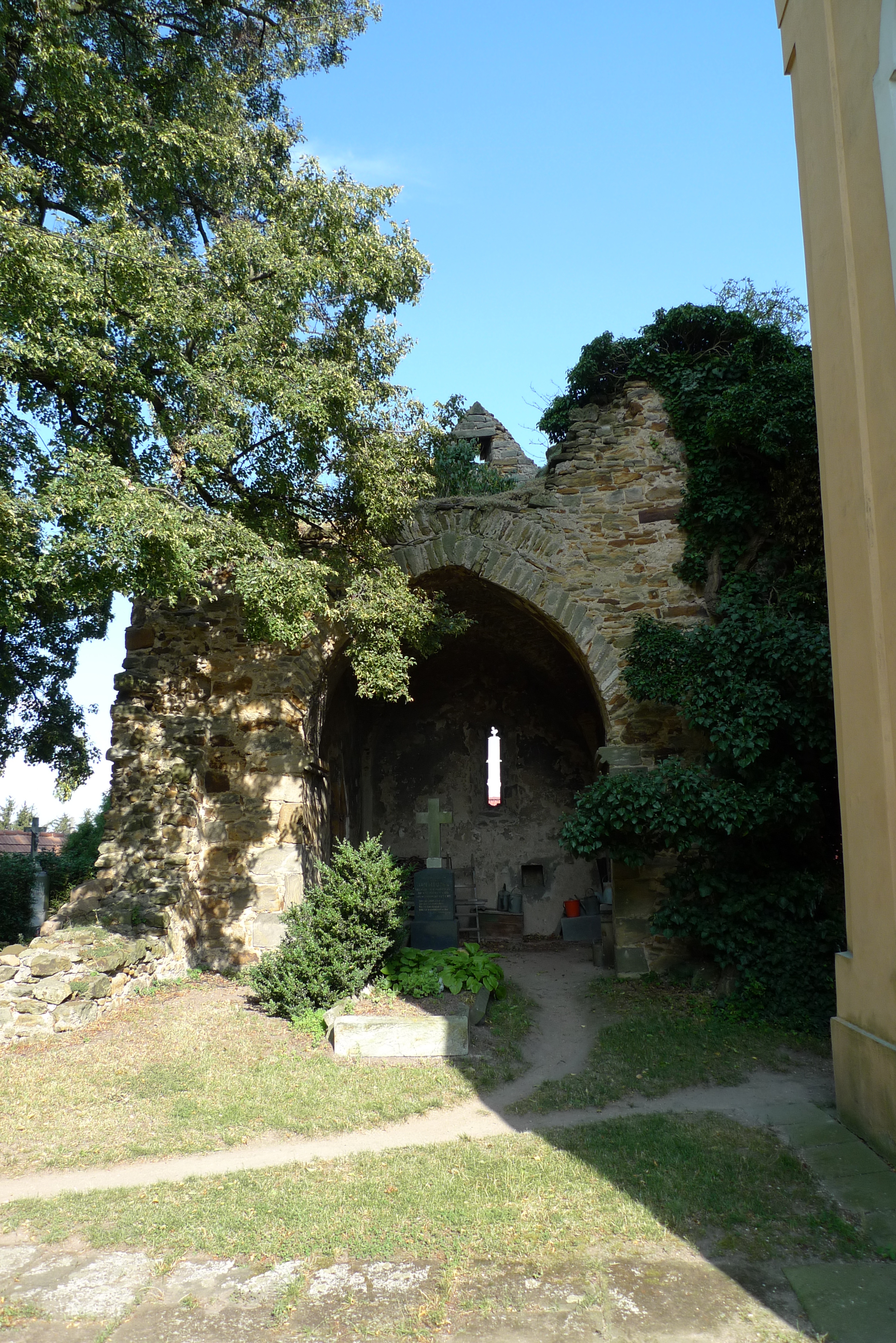
Zřícenina románského kostela sv. Martina

Dnes jsou tyto objekty v neutěšeném stavu, což platí zejména o zvonici a tvrzi, která se však postupně začíná opravovat. Loď starého kostela byla zbořena až v souvislosti s výstavbou nového barokního kostela v letech 1769–1770. Staré náhrobní kameny nacházející se v původním kostele však byly otesány a znovu použity jako stavební kámen při stavbě současného kostela.
Vyšehořovice bývaly slavné zejména díky těžbě. Již přinejmenším v době Karla IV. se západně od obce v prostoru mezi Vyšehořovicemi, Horoušany a Nehvizdy těžil kámen používaný na významných pražských stavbách jako chrám sv. Víta na Pražském hradě, Karlův most, mostecké věže, měšťanské domy, atd. Kamenictví zde živě žilo ještě v 19. století, kdy se odsud vozil kámen např. na mostní stavby v Poděbradech, Nymburce či Kralupech nad Vltavou, v roce 1869 bylo užití vyšehořovického pískovce zvažováno pro nosnou část obloukovité chodby Národního divadla, ale ve zkoušce relativní pevnosti se nakonec ukázal lepší pískovec žehrovický. V první polovině 20. století pak zde kamenické řemeslo již jen dožívalo. Zato ale v období mezi první a druhou světovou válkou proběhl obrovský boom těžby jílů, jejichž ložiska se zde exploatují dodnes.
V místních lupcích se při těžbě kamene často odkrývaly význačné zkameněliny zejména pravěké flory, která zdejší naleziště mezi odborníky proslavila široko daleko. Do místních lomů jezdili již v 19. století „lovit“ nejvýznamnější vědci (včetně těch z ciziny).[zdroj?] Dnes některé tyto zdejší fosílie lze obdivovat v expozicích Národního muzea i jinde.
Ještě v 19. století se ve vsi nacházely dva rybníčky. Menší na návsi, který se do dnešní doby dochoval ve své vybetonované podobě požární nádrže, a ve kterém místní sedláci v dobách, kdy byl přístup do vody ještě pozvolný, plavívali své koně. Větší při dnešní „ulici“ Na Ohradě, který však byl zrušen. Oba rybníky byly propojeny stružkou, která dále odtékala podél silnice dolů směrem k Župavě, kde se vlévala do Výmoly.
Mezi světovými válkami se zde lidé živili krom povolání spojených s těžbou kamene či jílu zejména zemědělstvím a taktéž někteří provozovali různé živnosti – např. kovář, pekař, řezník, kolář, obuvník, holič, apod. Uživily se tu tři malé krámky se smíšeným zbožím a dvě hospody (Kubrychtova a Novákova).

### Pověsti
Také Vyšehořovice jako kterákoli jiná obec má své pověsti a příběhy se vztahem k její historii a životu. Nejznámější místní pověst, která se mezi lidmi vypráví z generace na generaci, je příběh o „loupeživém rytíři Vyšehořovi“. Toto vyprávění má skutečný reálný podklad v postavě majitele zdejší tvrze z počátku 16. století Jaroše z Vyšehořovic, který využíval svých kontaktů v Praze, kde získával informace o plánovaných cestách pražských kupců se zbožím a penězi skrze zdejší kraj, a prostřednictvím svého spojení s jinými peněz a majetku chtivými osobami, se podílel na jejich okrádání a loupežných přepadech. Pražští měšťané však Jaroše nakonec lapili a popravili. V myslích zdejších lidí ovšem povědomí o této postavě zůstalo, i když ve zkreslené romantizované představě.

## Obyvatelstvo
| Rok            | 1869 | 1880 | 1890 | 1900 | 1910 | 1921 | 1930 | 1950 | 1961 | 1970 | 1980 | 1991 | 2001 | 2011 | 2021 |
| -------------- | ---- | ---- | ---- | ---- | ---- | ---- | ---- | ---- | ---- | ---- | ---- | ---- | ---- | ---- | ---- |
| Počet obyvatel | 605  | 620  | 668  | 652  | 703  | 737  | 737  | 559  | 543  | 531  | 549  | 515  | 537  | 601  | 656  |
| Počet domů     | 75   | 80   | 93   | 99   | 113  | 129  | 164  | 167  | 154  | 150  | 153  | 188  | 188  | 186  | 228  |

## Obecní správa

### Územněsprávní začlenění
Dějiny územněsprávního začleňování zahrnují období od roku 1850 do současnosti. V chronologickém přehledu je uvedena územně administrativní příslušnost obce v roce, kdy ke změně došlo:
- 1850 země česká, kraj Pardubice, politický i soudní okres Černý Kostelec[6]
- 1855 země česká, kraj Praha, soudní okres Černý Kostelec[6]
- 1868 země česká, politický okres Český Brod, soudní okres Černý Kostelec[6]
- 1939 země česká, Oberlandrat Kolín, politický okres Český Brod, soudní okres Kostelec nad Černými lesy[7]
- 1942 země česká, Oberlandrat Praha, politický okres Český Brod, soudní okres Kostelec nad Černými lesy[8]
- 1945 země česká, správní okres Český Brod, soudní okres Kostelec nad Černými lesy[9]
- 1949 Pražský kraj, okres Český Brod[10]
- 1960 Středočeský kraj, okres Říčany[11]
- 2007 Středočeský kraj, okres Praha-východ[12]

### Části obce
- Vyšehořovice (včetně ZSJ Župava)
- Kozovazy

### Obecní symboly
Znak a vlajka byly obci uděleny rozhodnutím předsedy Poslanecké sněmovny Parlamentu České republiky dne 10. září 2020.

## Společnost

### Rok 1932
V obci Vyšehořovice (530 obyvatel, katolický kostel) byly v roce 1932 evidovány tyto živnosti a obchody: 2 hostince, kapelník, 2 kováři, 3 lomy, 2 obchody s ovocem a zeleninou, 3 rolníci, řezník, 3 obchody se smíšeným zbožím, Spořitelní a záložní spolek, 2 trafiky, truhlář.
Ve vsi Kozovazy (200 obyvatel, samostatná ves se později stala součástí Vyšehořovic) byly v roce 1932 evidovány tyto živnosti a obchody: výroba brusů, hostinec, kovář, mlýn, obchod s ovocem a zeleninou, pekař, 6 rolníků, sadař, 2 obchody se smíšeným zbožím, trafika, truhlář.

## Pamětihodnosti
Tři zříceniny:
- Zřícenina tvrze

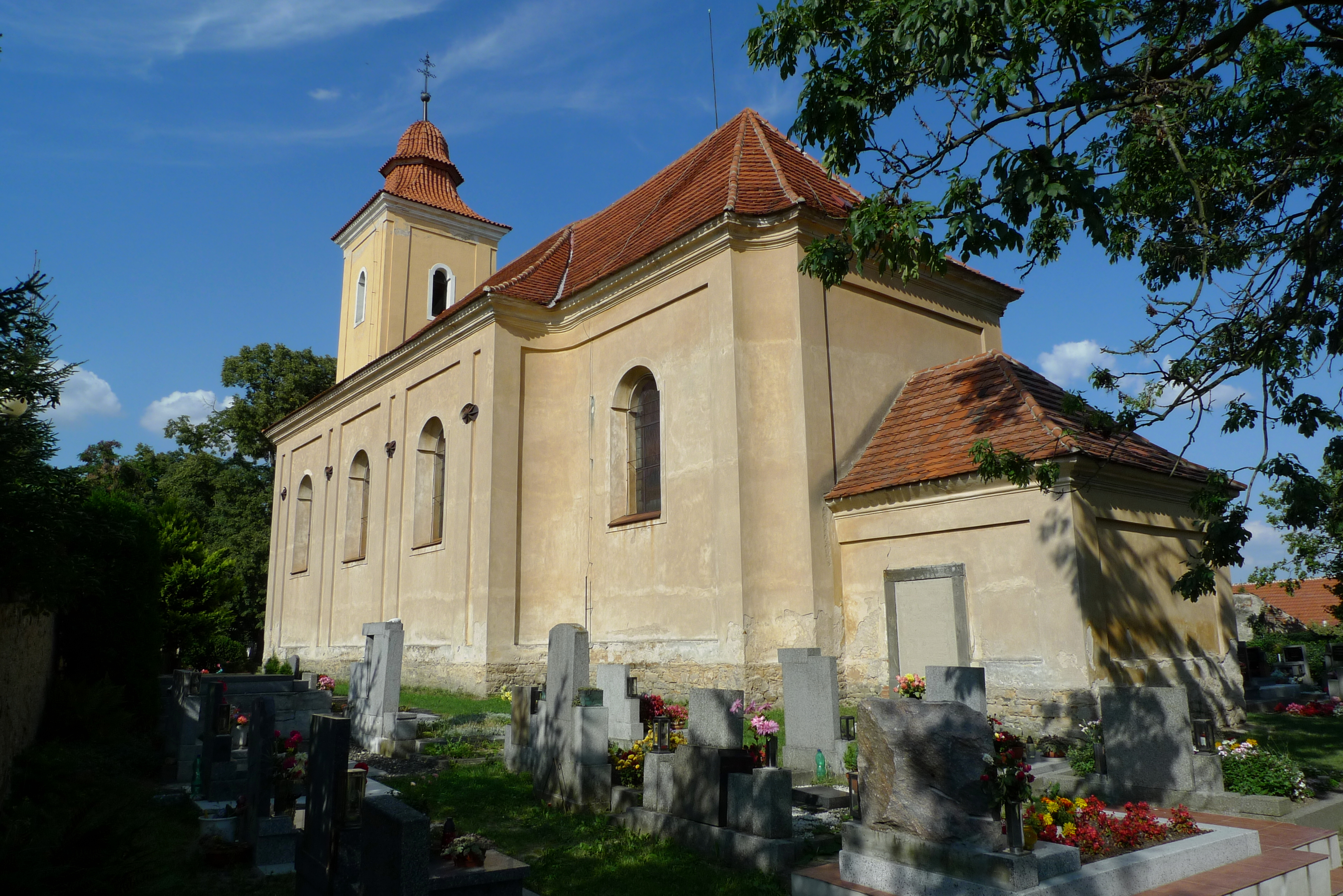
Kostel sv. Martina

- Goticko-renesanční hranolová atiková zvonice – svého druhu v Čechách jedinečná (zřícenina)
- Zřícenina pozdně románského kostela sv. Martina

Další památky:
- Barokní kostel sv. Martina
- Fara
- Socha sv. Jana Nepomuckého
- Kamenný sloup (rozcestník) v Župavě při křižovatce starých cest Vyšehořovice–Vykáň a Kozovazy–Břežany
- Křížek u školy
- Pamětní kámen připomínající vznik Československa
- Pomník místním obětem válek

## Doprava
Dopravní síť
- Pozemní komunikace – Obcí prochází silnice III. třídy. Ve vzdálenosti 2,5 km vede silnice II/611 Praha - Sadská - Poděbrady - Hradec Králové. Ve vzdálenosti 5 km lze najet na dálnici D11 na exitu 8 (Jirny).
- Železnice – Železniční trať ani stanice na území obce nejsou. Nejbližší železniční stanicí jsou Čelákovice ve vzdálenosti 5 km ležící na trati 231 mezi Prahou a Lysou nad Labem.

Veřejná doprava 2011
- Autobusová doprava – V obci měly zastávku příměstské autobusové linky Čelákovice - Mochov - Český Brod - Kouřim (v pracovních dnech 11 spojů, o víkendech 5 spojů) a Čelákovice - Vyšehořovice - Kounice - Poříčany (v pracovních dnech 2 spoje) (dopravce Okresní autobusová doprava Kolín, s. r. o.).

## Fotogalerie

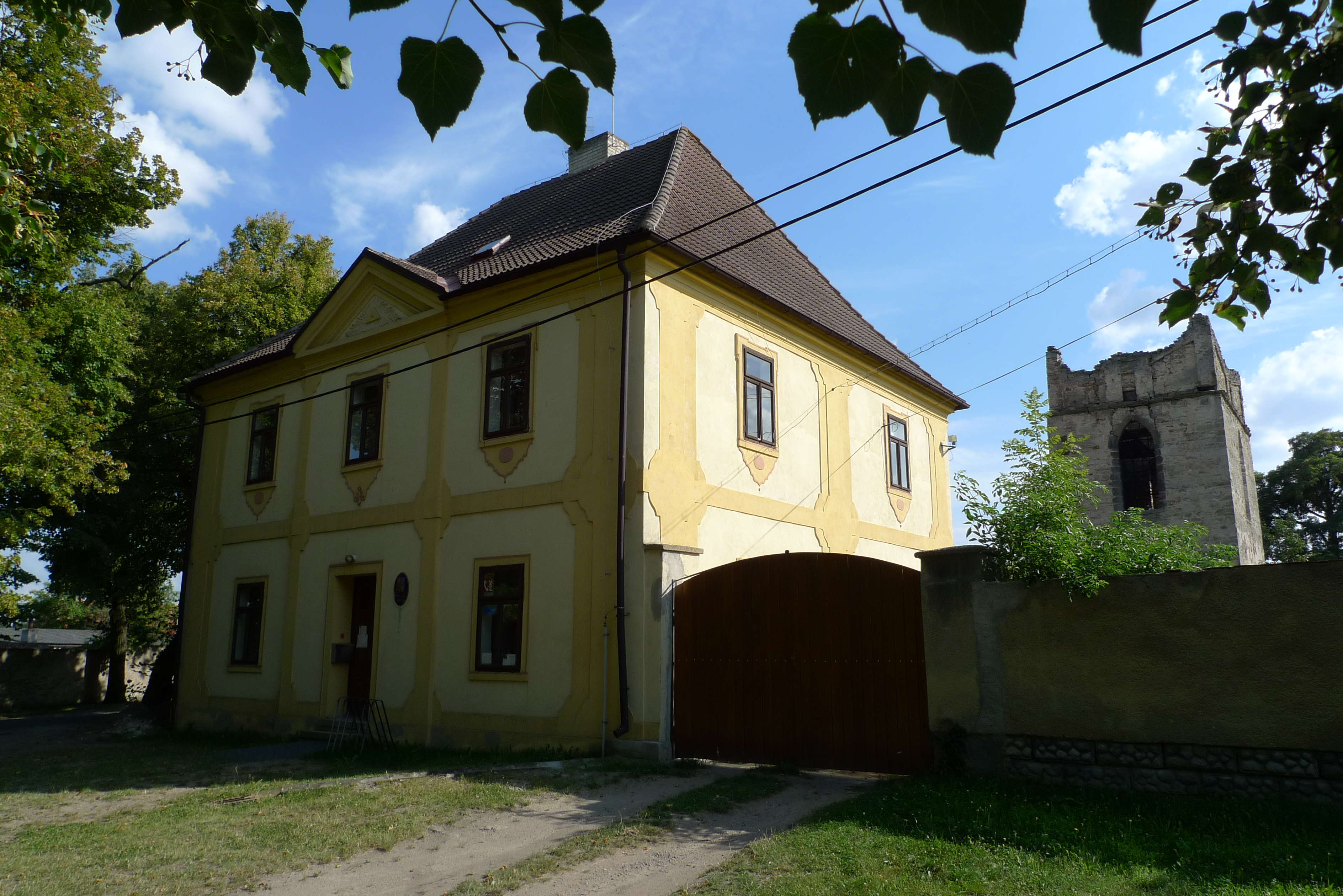
Budova obecního úřadu
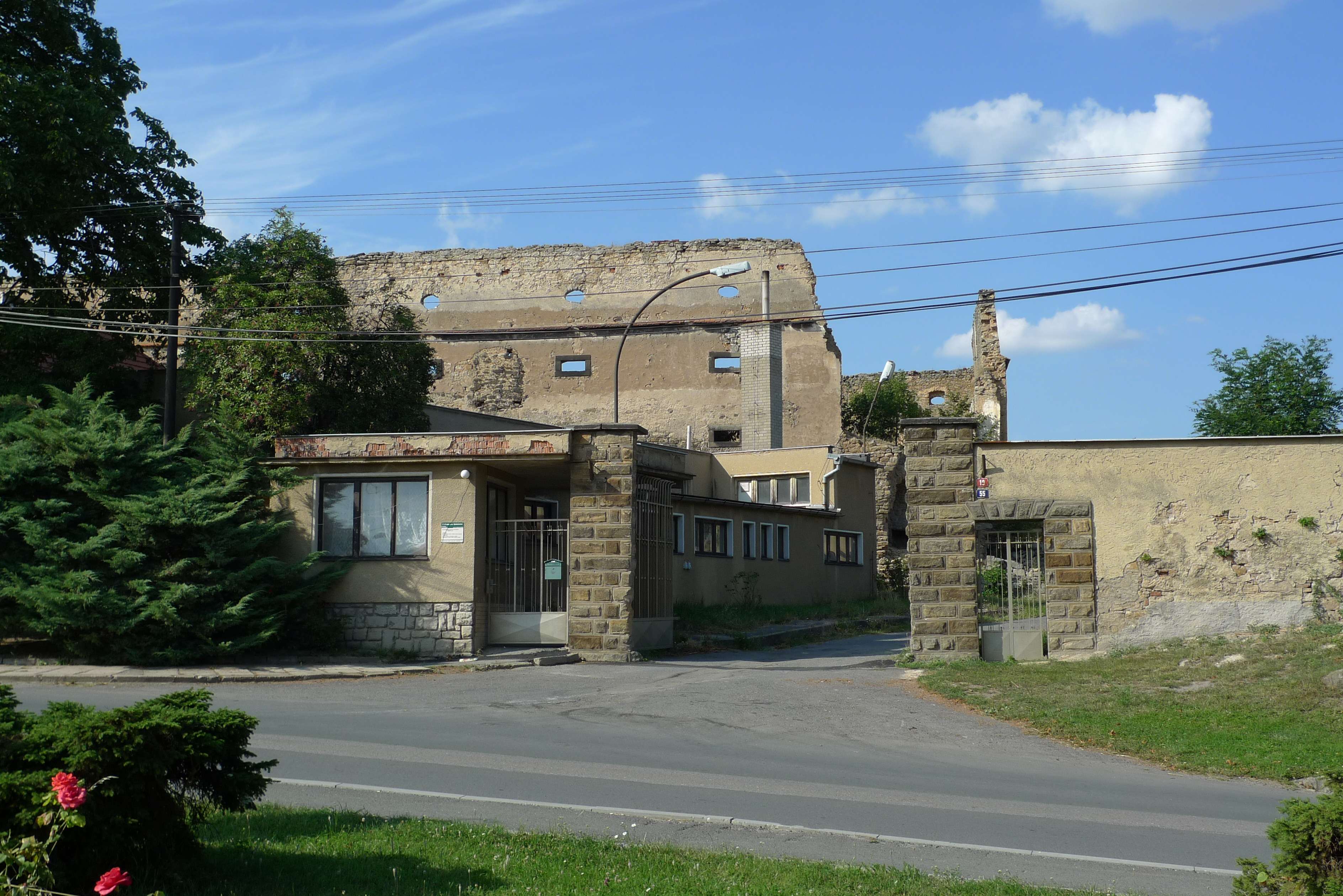
Tvrz
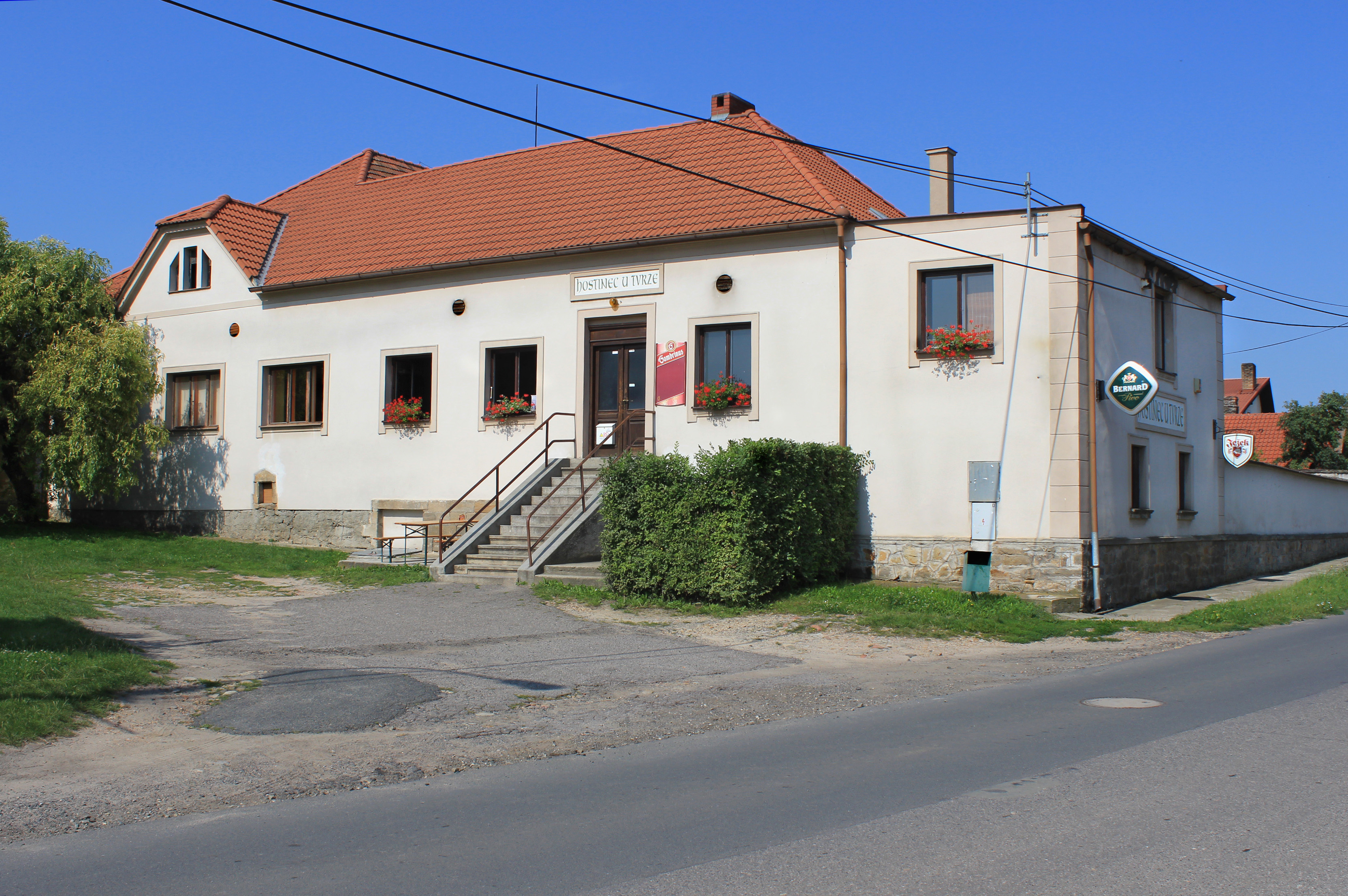
Restaurace
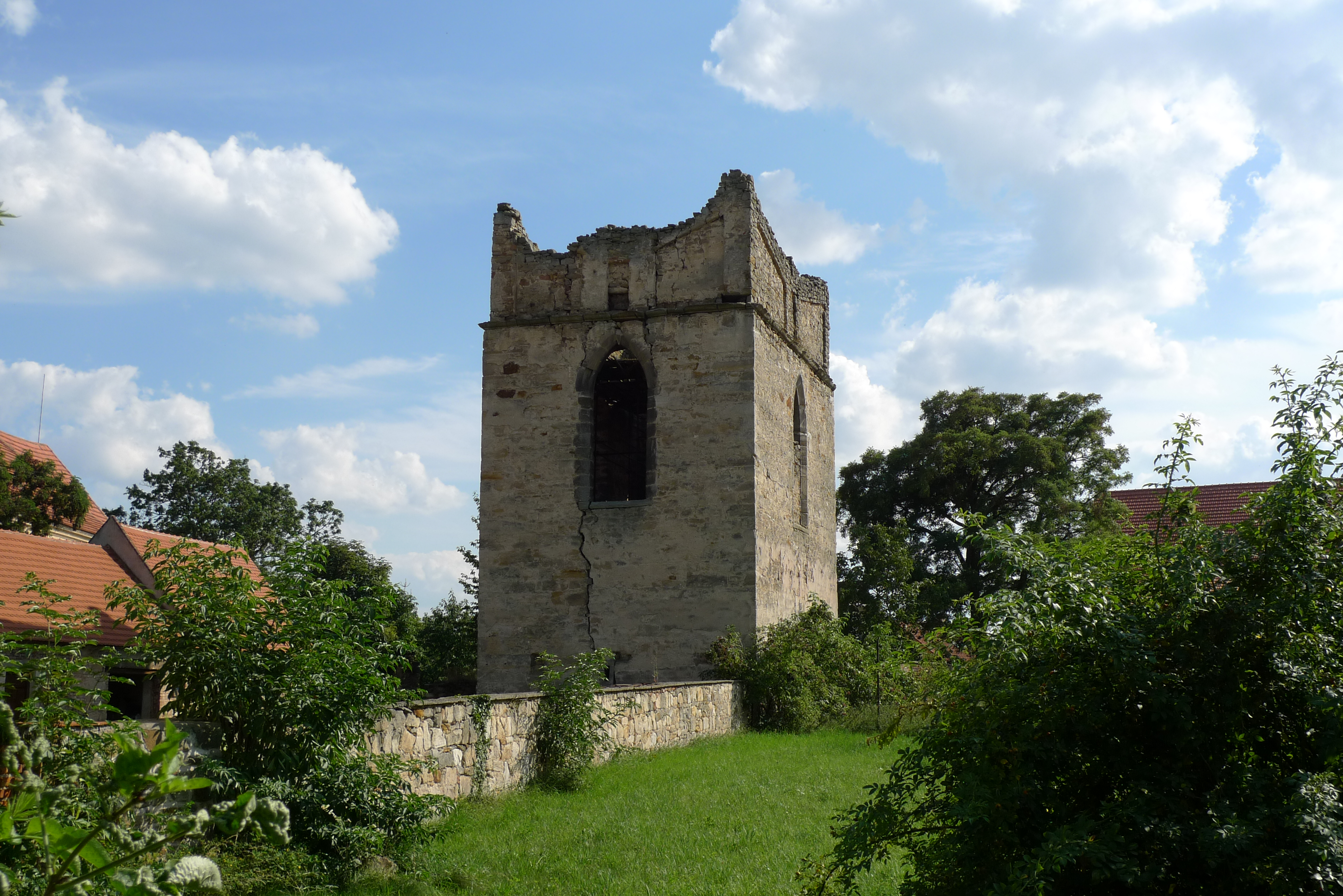
Zřícenina zvonice